# Рута 25
Рута 25 — украинский высокопольный автобус малой вместимости, выпускаемый Часовоярским ремонтным заводом с конца 2008 года на шасси ГАЗ-33021. Автобус вмещает в себя 19 сидящих и 6 стоящих пассажиров.
В 2017 году дебютировала модель Рута 25F на шасси Ford Transit 2T с двигателем стандарта Евро-6.
Всего выпущено около 2000 экземпляров.

## Модификации

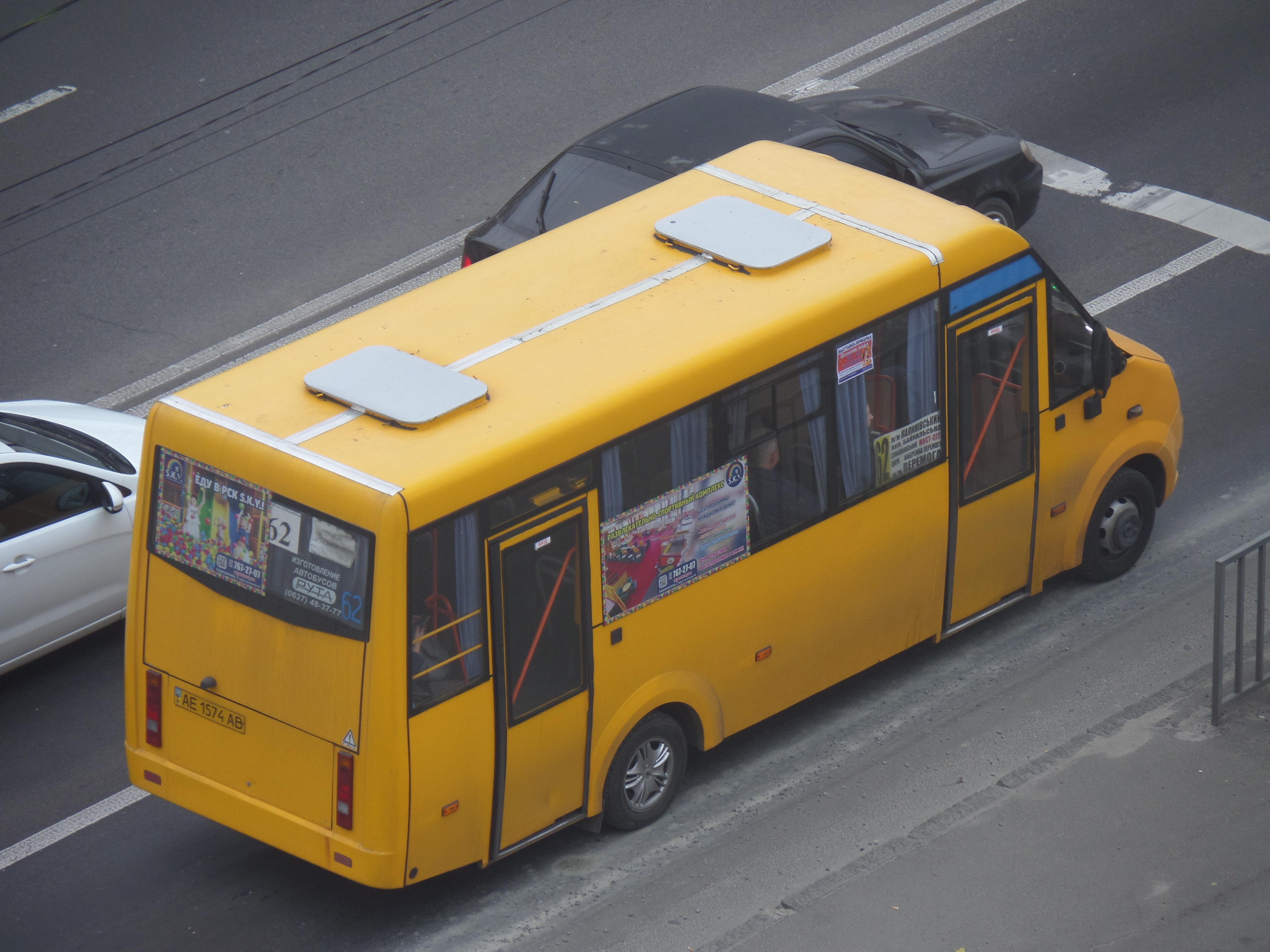
Рута 25А Нова

- Рута 25 — базовая модель (19 сидячих мест) на шасси ГАЗ-33021 «Газель».
- Рута 25D — модификация (19 сидячих мест) городского автобуса Рута 25 на шасси ГАЗель-Бизнес с дизельным двигателем внутреннего сгорания Cummins ISF2.8ѕ4129Р объёмом 2,781 л, мощностью 120 лошадиных сил, крутящим моментом 297 Н*м.
- Рута 25ПЕ — переработка БАЗ-2215 «Дельфин» или старых «Рут»[3].

От «Дельфина» остаётся только рама, но и она поддаётся модернизации, на базе уже модернизированной рамы делается металлический каркас, после чего обшивается алюминиевым сплавом. От базовой Руты отличие только одно, рама.
- Рута 25 Нова (Рута 25 Next) — 25-местный (19—22 сидячих мест) городской автобус длиной 7,120 м на шасси ГАЗель NEXT с дизельным двигателем внутреннего сгорания Cummins ISF2.8ѕ4129Р объёмом 2,781 л, мощностью 120 лошадиных сил, впервые представлен в 2014 году (всего изготовили 110 автобусов).
- Рута 25А Нова — 25-местный (19—22 сидячих мест) городской автобус длиной 7,120 м на шасси ГАЗель NEXT с бензиновым двигателем внутреннего сгорания EvoTech объёмом 2,7 л, мощностью 106 лошадиных сил, крутящим моментом 220,5 Н*м (всего изготовили 200 автобусов).
- Рута 25F — 25-местный (23 сидячих мест) городской автобус на шасси Ford Transit 2Т с дизельным двигателем внутреннего сгорания UYR6 (Евро-6) объёмом 2,2 л, мощностью 155 лошадиных сил (всего изготовили 27 автобусов). Автобус может перевозить 25 пассажиров — в салоне размещено 23 сиденья для пассажиров. Полная масса модели — 4700 кг[4].